# Microeciella
Microeciella is een geslacht van mosdiertjes uit de familie van de Oncousoeciidae en de orde Cyclostomatida. De wetenschappelijke naam ervan werd in 1982 voor het eerst geldig gepubliceerd door Taylor en Sequeiros.

## Soorten
- Microeciella floridana (Canu & Bassler, 1928)
- Microeciella parvoris Liu, Liu & Zágoršek, 2019
- Microeciella plana (Florence, Hayward & Gibbons, 2007)
- Microeciella suborbicularis (Hincks, 1880)

Niet geaccepteerde soort:
- Microeciella latiavicula Florence, Hayward & Gibbons, 2007 → Micropora latiavicula Florence, Hayward & Gibbons, 2007